# 緒方氏

豊後国の位置。

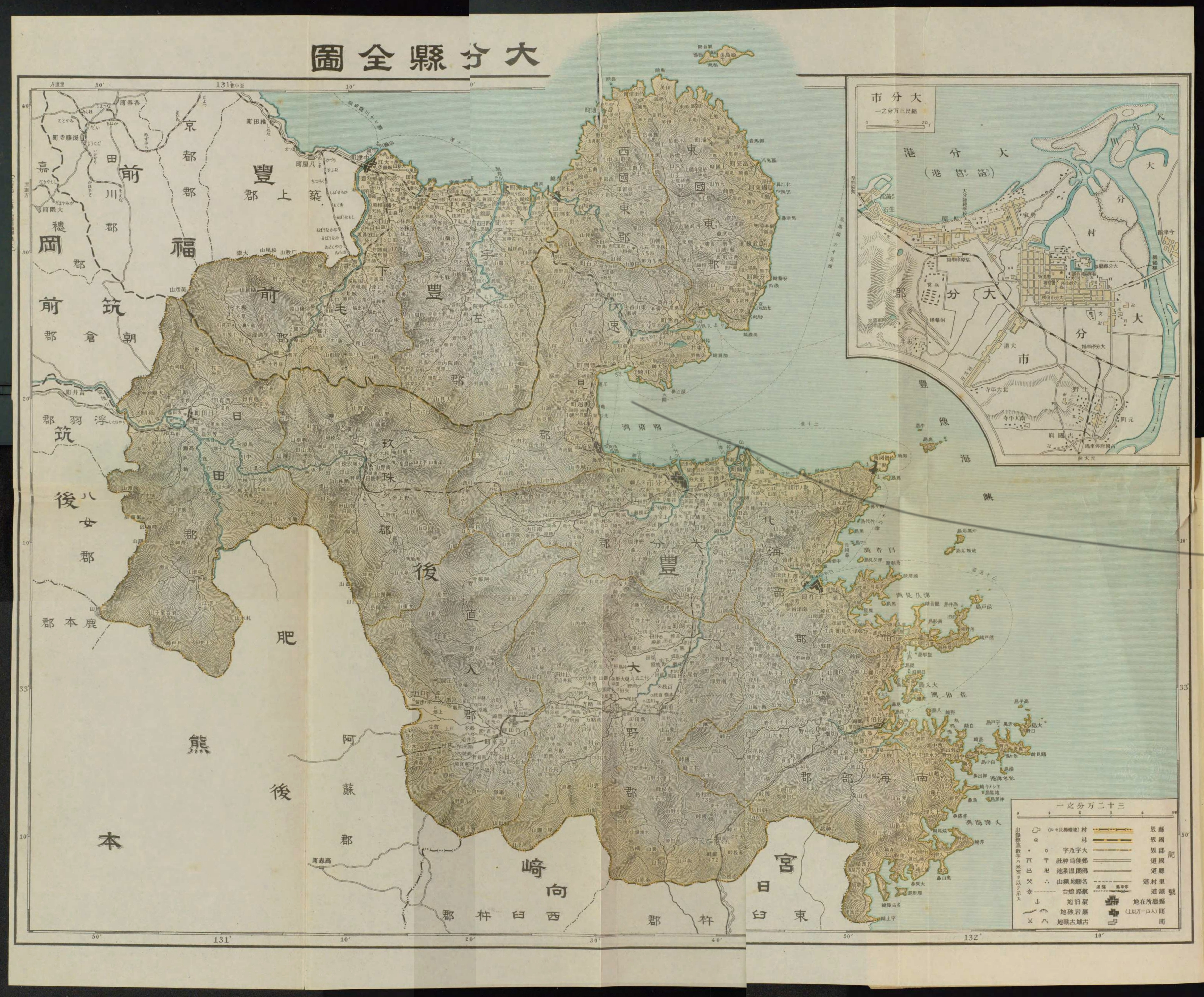
豊後国地図。

緒方氏（おがたし）は、古墳時代から室町時代にかけての氏族。三輪氏（おおみわうじ。大神氏とも表記）の豊後大神氏（ぶんごおおがし）流。豊後国。緒形氏の表記もある。

## 沿革
886年（仁和2年）に大野郡緒方郷に入った豊後介の大神良臣（おおみわのよしおみ）を祖とする。
畿内の大神氏側の『大神家系図』によれば、大神吉成（筑後介・従六位下）から九州へ移住しており、仁和3年（887年）の『日本三代実録』には大神良臣（豊後介・従五位下）の官位請求の史実とそれを朝廷が認めたとあり、実在が証明されている。

## 分流
分流の緒方景能は、下総国香取郡伊能村の地頭に任じられた後、伊能氏を名乗った。のち伊能節軒・伊能高老（歌人）・伊能忠敬（伊能家の婿）などを輩出した。

## 系図・版図
- 大神良臣（大野郡緒方荘）
  - 大神庶幾
    - 大神惟基 - 大藤太夫 [2]
      - 阿南惟季（大分郡阿南荘）
      - 臼杵惟盛（海部郡臼杵荘）
        - 臼杵惟衡
          - 三重惟家 - 佐伯惟康、惟安（海部郡佐伯荘）[3] -- 備中佐伯氏・伊予緒方氏
          - 臼杵惟用
            - 臼杵惟長（宇佐郡竜王城尾立城）
            - 臼杵惟隆（海部郡臼杵荘）二郎、惟高
            - 緒方惟栄（大野郡緒方荘）三郎、惟義、惟能[4][5]
              - 緒方兼朝 - 惟兼 - 伊綱 - 文光 - 常光 - 朝定 - 朝光 - 定次 - 惟定 - 清定

            - 佐賀惟時、四郎
            - 賀来惟興（大分郡賀来荘）、五郎